# Чикагский ассирийский словарь
Чикагский ассирийский словарь — многотомный словарь аккадского языка (ассиро-вавилонского), составлявшийся на протяжении нескольких десятилетий коллективом Института востоковедения Чикагского университета. Инициатором начала работ по созданию словаря в 1921 году стал основатель Института востоковедения известный американский египтолог Джеймс Генри Брэстед. Первый том был опубликован в 1956 году, последний, на буквы U/W в 2010.
6 июня 2011 года в Институте востоковедения состоялась конференция, где ученые оценили вклад создателей словаря в ассириологию. Это один из самых масштабных словарных проектов США по древневосточным языкам, включая Чикагский хеттский словарь, Шумерский словарь из Пенсильвании (PSD) и Исчерпывающий арамейский словарь.

## Тома
- Volume 1, A, part 1. — 1964. — ISBN 0-918986-06-0.
- Volume 1, A, part 2. — 1968. — ISBN 0-918986-07-9.
- Volume 2, B. — 1965. — ISBN 0-918986-08-7.
- Volume 3, D. — 1959. — ISBN 0-918986-09-5.
- Volume 4, E. — 1958. — ISBN 0-918986-10-9.
- Volume 5, G. — 1956. — ISBN 0-918986-11-7.
- Volume 6, H [Het]. — 1956. — ISBN 0-918986-12-5.
- Volume 7, I/J. — 1960. — ISBN 0-918986-13-3.
- Volume 8, K. — 1971. — ISBN 0-918986-14-1.
- Volume 9, L. — 1973. — ISBN 0-918986-15-X.
- Volume 10, M, part 1. — 1977. — ISBN 0-918986-16-8.
- Volume 10, M, part 2. — 1977. — ISBN 0-918986-16-8.
- Volume 11, N, part 1. — 1980. — ISBN 0-918986-17-6.
- Volume 11, N, part 2. — 1980. — ISBN 0-918986-17-6.
- Volume 12, P. — 2005. — ISBN 1-885923-35-X.
- Volume 13, Q. — 1982. — ISBN 0-918986-24-9.
- Volume 14, R. — 1999. — ISBN 1-885923-14-7.
- Volume 15, S. — 1984. — ISBN 0-918986-40-0.
- Volume 16, S [Tsade]. — 1962. — ISBN 0-918986-18-4.
- Volume 17, S [Shin], part 1. — 1989. — ISBN 0-918986-55-9.
- Volume 17, S [Shin], part 2. — 1992. — ISBN 0-918986-78-8.
- Volume 17, S [Shin], part 3. — 1992. — ISBN 0-918986-79-6.
- Volume 18, T. — 2006. — ISBN 1-885923-42-2.
- Volume 19, T [Tet]. — 2006. — ISBN 1-885923-43-0.
- Volume 20, U/W. — 2010. — ISBN 1-885923-78-3.
- Volume 21, Z. — 1961. — ISBN 0-918986-19-2.